# NK Osijek
NK Osijek je chorvatský fotbalový klub z Osijeku. Klub hraje nejvyšší chorvatskou ligovou soutěž Prva HNL.
Nejlepším střelcem v dějinách klubu je srbský útočník Ljubomir Petrović, který za Osijek nastupoval v 70. letech, vstřelil 139 gólů.

## Úspěchy
- Hrvatski nogometni kup - 1× (1999)

## Fanoušci
Známá je fanouškovská skupina Kohorta Osijek, která byla založena v roce 1988.